# Metadata Encoding & Transmission Standard
Der Metadata Encoding & Transmission Standard (METS) ist ein mit XML Schema definiertes XML-Format zur Beschreibung von digitalen Sammlungen von Objekten mit Metadaten.

## Anwendung
In einem digitalen Archiv müssen neben den digitalen Objekten auch Metadaten über diese Objekte verwaltet werden. Diese Metadaten können neben der Objektbeschreibung (etwa Titel, Erstellungsdatum) auch Informationen über das Dokument im Archiv enthalten (z. B. welcher Archivar hat es wann in das Archiv eingestellt). METS liefert eine Struktur für diese Angaben.
Mit METS lassen sich hierarchische und anderweitig strukturierte Werke kodieren. Ein Werk kann dabei z. B. eine Buchreihe, ein einzelnes Buch mit Kapitel- und -Seitenstruktur oder ein Film mit mehreren Szenen sein.

## Struktur
METS ist in 7 Bereiche unterteilt:
```
<mets>

 
<metsHdr/>

 
<dmdSec/>

 
<amdSec/>

 
<fileSec/>

 
<structMap/>

 
<structLink/>

 
<behaviorSec/>

</mets>

```

Die Abschnitte sind im Einzelnen:
1. METS Header metsHdr: Metadaten, die das METS-Dokument beschreiben.
2. Descriptive Metadata Section dmdSec: Die Erschließungsdaten des Objekts.
3. Administrative Metadata Section amdSec: Verwaltungsangaben wie etwa Herkunft des Objekts, Urheberrechte, Informationen zur Speicherung des Objekts.
4. File Section fileSec: Alle Dateien, die zu dem Objekt gehören.
5. Structural Map structMap: Beschreibung der internen Struktur des Objekts.
6. Structural Links structLink: Beinhaltet Verknüpfungen von Elementen, etwa für die Archivierung von Webseiten.
7. Behavioral Section behaviorSec: Dieser Abschnitt kann verwendet werden, um ausführbare Elemente (etwa Webservices) mit dem METS-Paket zu verbinden.

Grundsätzlich kann das Format der Metadaten in den einzelnen Abschnitten verschieden sein und wird nicht von METS festgelegt. So können in einem METS-Dokument unterschiedliche Formate verwendet werden, z. B. MAB, MARC, MODS, Dublin Core, MIX....
Zur Verlinkung von METS-Dateien und den Digitalen Objekten, über die Aussagen getroffen werden sollen, wird eine Untermenge des XLink-Schemas verwendet.
METS wird von der Library of Congress verwaltet. Die Version 1.12.1 wurde im Oktober 2019 veröffentlicht.